# Хокуто (поезд)
Хокуто (яп. 北斗) и Супер Хокуто (яп. スーパー北斗 Sūpā hokuto) - специальный Экспресс, курсирующий между станциями Саппоро и Хакодате на острове Хоккайдо (Япония) и управляемый Hokkaido Railway Company (JR Hokkaido). Время в пути Супер Хокуто составляет примерно 3 часа 10 минут, что на 10 минут быстрее обычного Хокуто.
Запуск экспресса Супер Хокуто состоялся 01 марта 1994,, сократив время поездки между Саппоро и Хакодате примерно на 30 минут благодаря более высокой скорости, в том числе при прохождении многочисленных изгибов путей на линии.

## Наклоняемый кузов
Под маркой Хокуто эксплуатируются дизель-поезда серии KiHa 183. Под маркой Супер Хокуто эксплуатируются дизель-поезда серии KiHa 281 и KiHa 283 с наклоняемым кузовом.
- Дизель-поезд серии KiHa 80 Хокуто на станции, 1986 год.
- Дизель-поезд серии KiHa 183 Хокуто в пути, 1992 год.
- Дизель-поезд серии KiHa 183 Хокуто в пути, февраль 2010 года.
- Дизель-поезд серии KiHa 281 Супер Хокуто на станции, 1994 год.
- Дизель-поезд серии KiHa 283 Супер Хокуто в пути, июнь 2001 года.
- Дизель-поезд серии KiHa 261-1000 Супер Хокуто в пути, май 2016 года.

## Внешние ссылки
- JR Hokkaido KiHa 281/283 Super Hokuto train information  (яп.)